# SN 2009I
SN 2009I – supernowa typu Ia odkryta 13 stycznia 2009 roku w galaktyce NGC 1080. W momencie odkrycia miała maksymalną jasność 16,50m.